# Ulanove, Hluhiv
Ulanove (în ucraineană Уланове) este localitatea de reședință a comunei Ulanove din raionul Hluhiv, regiunea Sumî, Ucraina.

## Demografie
Componența lingvistică a localității Ulanove
     Ucraineană (55,12%)
     Rusă (44,27%)
     Alte limbi (0,61%)
Conform recensământului din 2001, majoritatea populației localității Ulanove era vorbitoare de ucraineană (55,12%), existând în minoritate și vorbitori de rusă (44,27%).